# Bollendorferbrück
Bollendorferbrück ([[Hilfe:Audio|luxemburgisch Bollenduerfer Bréck ⓘ]]) ist ein Ortschaft in der Gemeinde Berdorf, Kanton Echternach im Großherzogtum Luxemburg.

## Geographie
Bollendorferbrück liegt an der Sauer und beheimatet den Grenzübergang über die Brücke nach Bollendorf.

## Bauwerke
- Filialkirche Mariä Himmelfahrt
- Fachwerkshaus des alten Bahnhof Grundhof

## Persönlichkeiten
- Fernand Fox (1934–2024), luxemburgischer Schauspieler